# معالج متعدد النوى

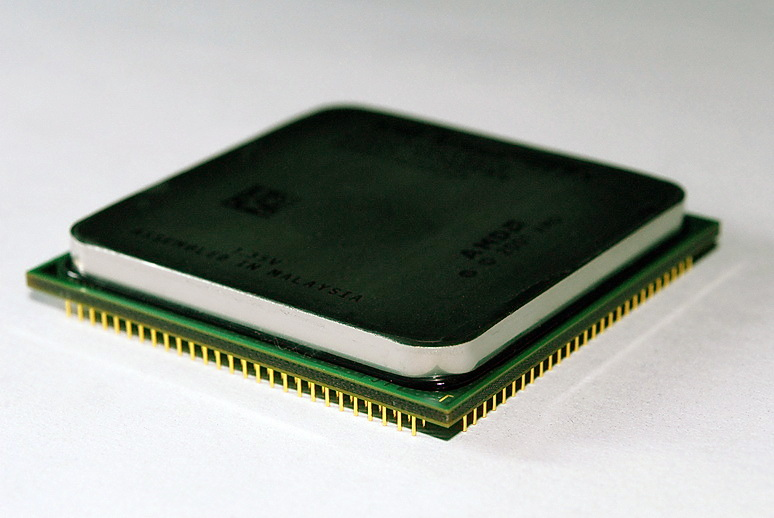
أثلون 64 إكس2 معالج ثنائي الأنوية.

المعالج متعدد النواة (اللب) هو مكون حاسوبي له وحدتي معالجة مركزية أو أكثر مستقلين فعليًا، تعمل كوحدات قراءة وتنفيذ مجموعة التعليمات. يمكن للمعالجات متعددة الأنوية (اللب) أن تنفذ تعليمات متعددة في نفس الوقت عكس المعالجات الوحيدة النواة مثل معالج بنتيوم4، فتزيد السرعة الشاملة للبرامج القابلة للحوسبة المتوازية. تدمج الشركات المصنعة عادة المعالجات متعددة الأنوية (اللب) في دارة متكاملة (تعرف باسم رقاقة متعدد المعالجات أو CMP).